# Sumanding
Sumanding is een bestuurslaag in het regentschap Japara van de provincie Midden-Java, Indonesië. Sumanding telt 2774 inwoners (volkstelling 2010).